# Іваніська (гміна)
Гміна Іваніська (пол. Gmina Iwaniska) — місько-сільська гміна у східній Польщі. Належить до Опатовського повіту Свентокшиського воєводства. Адміністративний центр — місто Іваніська.
Станом на 31 грудня 2011 у гміні проживало 6970 осіб.

## Територія
Згідно з даними за 2007 рік площа гміни становила 105.03 км², у тому числі:
- орні землі: 76.00 %
- ліси: 18.00 %

Таким чином, площа гміни становить 11.52 % площі повіту.

## Населення
Станом на 31 грудня 2011:
| Опис     | Загалом | Загалом | Чоловіки | Чоловіки | Жінки | Жінки |
| -------- | ------- | ------- | -------- | -------- | ----- | ----- |
| одиниця  | осіб    | %       | осіб     | %        | осіб  | %     |
| все      | 6970    | 100     | 3554     | 50.99    | 3416  | 49.01 |
| міське   | 0       | 100     | 0        |          | 0     |       |
| сільське | 6970    | 100     | 3554     | 50.99    | 3416  | 49.01 |

## Сусідні гміни
Гміна Іваніська межує з такими гмінами: Бацьковіце, Боґорія, Клімонтув, Лаґув, Ліпник, Опатув, Ракув.